# Tilman Riemenschneider
Tilman Riemenschneider (Heligenstadt, 1460. körül – Würzburg, 1531. július 7.) a késő gótika és a reneszánsz közötti átmeneti időszak legjelentősebb német szobrásza.

## Élete
|                |               |
| Ádám, Würzburg | Éva, Würzburg |
|                |               |

Tilman Riemenschneider pontos születési ideje ismeretlen. A különböző művészettörténészek 1455 és 1468 között időre teszik születését. A legújabb vélemények szerint 1460 körül láthatta meg a napvilágot a thüringiai Heiligenstadtban, egy pénzverőmester gyermekeként.  Ötéves  volt, amikor a családja a Harz hegységben fekvő Osterode-be költözött. Itt töltötte gyermek- és korai serdülő éveit.
1473-tól kezdte tanulni a kő- és faszobrász mesterséget, a feltételezések szerint Strassburgban és Ulmban Ezt követték inaskorának vándorévei, mialatt többek között Németalföldre is elkerült. 1483-ban költözött végül Würzburgba, a hercegérseki városba, ahol életének hátralévő részét leélte. 1483. december 7-én lett a festőket, szobrászokat és üvegműveseket tömörítő Szent Lukács Testvériség (céh) tagja festősegédként.
A segédkorszak 1485 februárjában ért véget számára, amikor feleségül vette Anna Schmidtet, egy aranyműves özvegyét. A szigorú céh-rendben ez a házasság tette lehetővé számára, hogy elnyerje a mester címet. A címen és a vagyonon felül az új asszony három fiúgyermeket is hozott a házasságba. A tíz évig tartó első házasságából egy közös lánygyermekük is született. Anna halála után 1497-ben másodszorra is megházasodott: Anna Rappolt egy leány- és három fiúgyermekkel ajándékozta meg. Ő házasságuk kilencedik évében hunyt el. Második felesége halála után egy évvel 1507-ben Margarete Wurzbachhot vette el, majd az ő elhunyta után 1520-ban negyedszerre is megnősült. A művész halálát túlélő újabb asszonynak csak a keresztneve maradt fenn: őt is Margaretenek hívták.
Mialatt a feleségek a mesterhez illő nagy háztartást vezettek, Riemenschneider nagy művészi és üzleti érzékkel gyarapította vagyonát és hírnevét, vezette egyre több segédet foglalkoztató műhelyét. 1490 körül már ő volt Dél-Németország leghíresebb szobrásza. A városban is egyre nagyobb tekintélyt szerzett, így 1504-ben beválasztották a városi tanácsnokok közé. Ezt a tisztet két évtizedig betöltötte, sőt 1520 és 1524 között a város polgármestere volt.

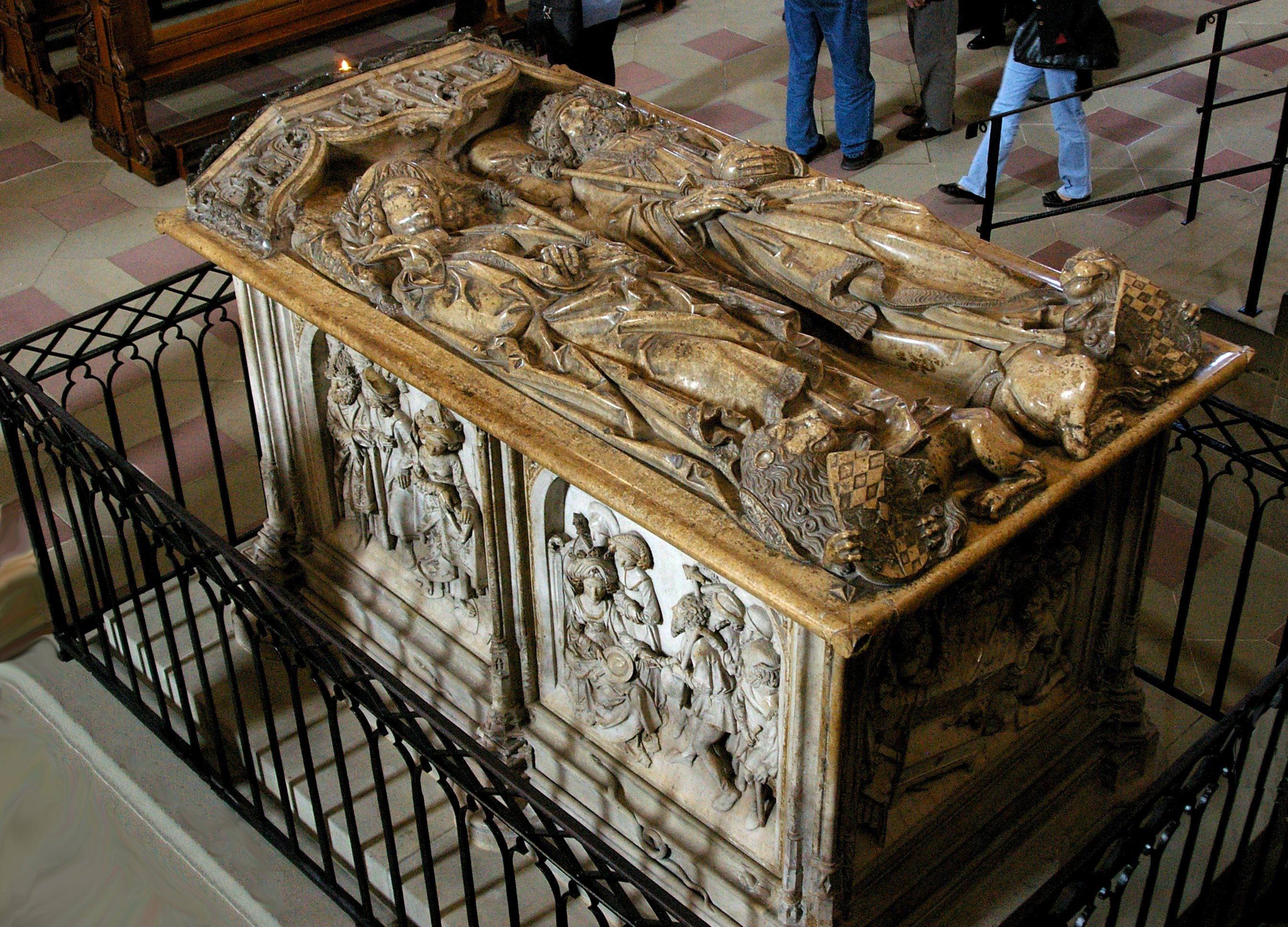
II. Henrik és Kunigunda síremléke, Bamberg

Erre  az időszakra esik a reformáció németországi terjedésének a kezdete, és ezt az új egyházi irányzatot sok würzburgi polgár is magáévá tette. Ezekben az években egyre élesedett az ellentét a város polgárai és a várban székelő hercegérsek között. Az 1525-ös parasztlázadás során a város a parasztok oldalára állt, de a hercegérseki csapatok és paraszthadak között döntő ütközet előestéjén a parasztok katonai vezetője, a Goethe által drámában is megörökített Götz von Berlichingen cserbenhagyta az embereit, aminek az lett a következménye, hogy néhány órás csata során több mint nyolcezer paraszt veszítette életét. Ez egyúttal a parasztság oldalára állt városi polgárság vereségét is jelentette. Vezetőik közül többeket, köztük Riemenschneidert is, börtönbe vetettek. Riemenschneider két hónap múlva ugyan kiszabadult a fogságból, de vagyona jelentős részének elvesztésével kellett bűnhődnie, és életének hátralévő részében többé nem kapott jelentős megbízást. 1531-ben bekövetkező haláláig visszavonult életet élt. A halálát követő évszázadok során hosszú neve hosszú ideig feledésbe merült. Csak a 19. században fedezték fel újra művészi munkájának kiemelkedő jelentőségét.
|  |  |  |  |  |

## Művészetének jellemzői

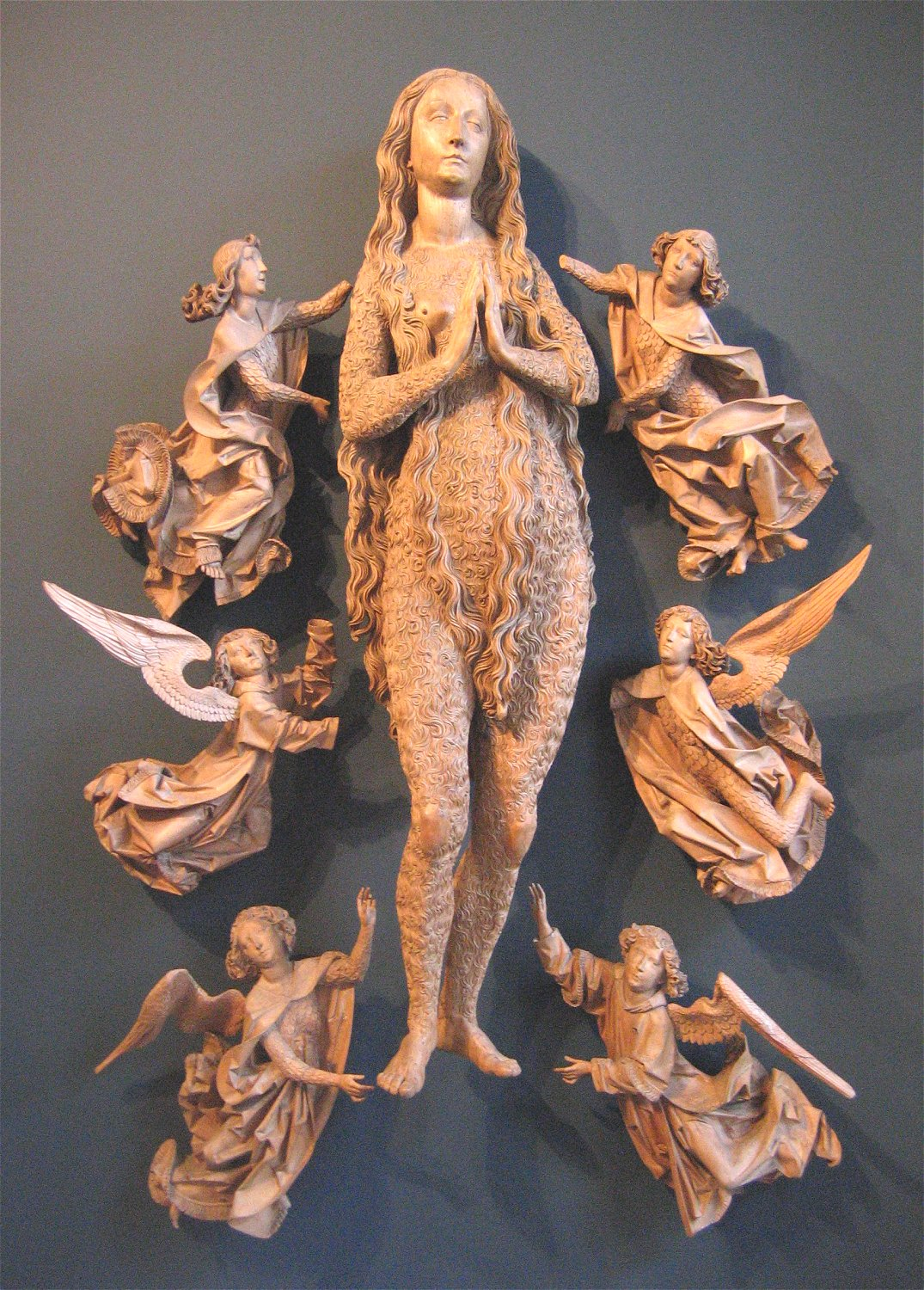
Szt. Magdolna angyalokkal, Münnerstadt

Többféle anyaggal dolgozott, de legjelentősebb alkotásai fából készültek. Legismertebb alkotásai szakrális témájúak: szárnyasoltár kompozíciók.
A Riemenschneider keze munkáját őrző szobrok elsősorban az igen részletgazdagon kidolgozott arc- és ruházat-ábrázolással tűnnek ki. Arcai erőteljes érzelmeket képesek kifejezni, különösen a leggyakoribb témáit: a gyászt, a siratást megörökítő szobrai esetében. Korai szobrai többnyire, korának stílusát követve, színes, festett szobrok voltak, később azonban egyre inkább lemondott a színezésről. Meghagyta a fa natúr színét, és művein a színek helyett a fény-árnyék játéka dominál.

## Jelentősebb alkotásai
- Ádám és Éva – Würzburg, Mainfränkisches Museum (1491-1493)
- II. Henrik és Kunigunda bambergi síremléke (1499 – 1513)
- Mária oltár – Creglingen (1505-1510)
- Detwang (Rothenburg ob der Tauber) Péter Pál templomának oltára (1505-1508)
- A Szent Vér oltár a Szent Jakab templomban (Rothenburg ob der Tauber) (1501-1505)
- Jézus a Getsemáné kertben  (1504-05)
- Mária Magdaléna angyalokkallal - Münnerstadt (1490-1492)

## Jelentősebb Riemenschneider múzeumi anyagok

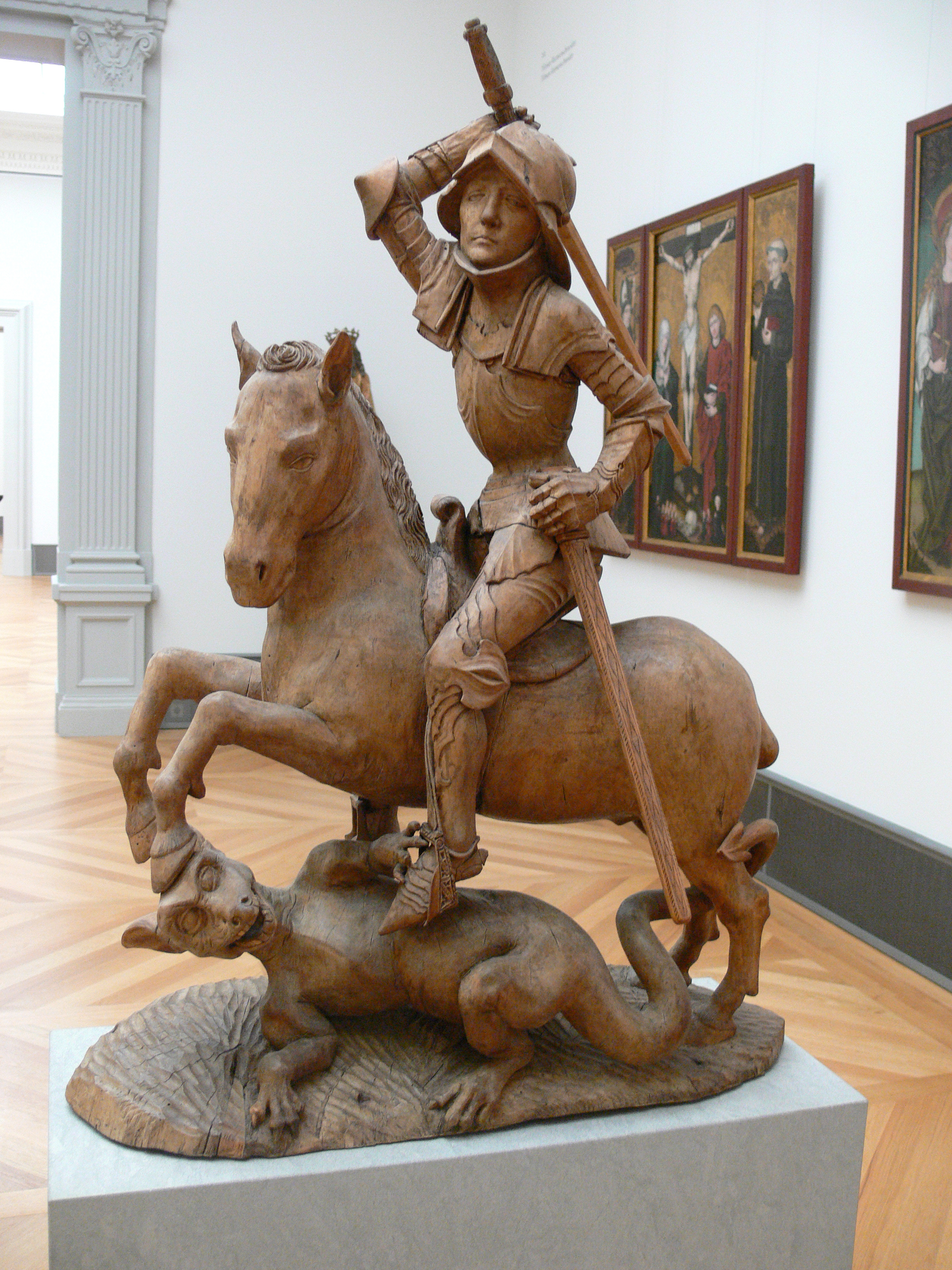
Szt. György harca a sárkánnyal

Jelentős Riemenschneider kiállítási anyaggal rendelkeznek: a Mittelfränkisches Museum Marienburgban, a Bayerisches Nationalmuseum Münchenben és a Kurpfälzisches Museum Heiderlbergben.